# Bortnyky (obwód kijowski)
Bortnyky (ukr. Бортники) – wieś na Ukrainie, w obwodzie kijowskim, w rejonie fastowskim, nad Kamjanką. W 2001 roku liczyła 260 mieszkańców.
Miejscowość powstała w pierwszej połowie XVII wieku.